# Lina Tur Bonet

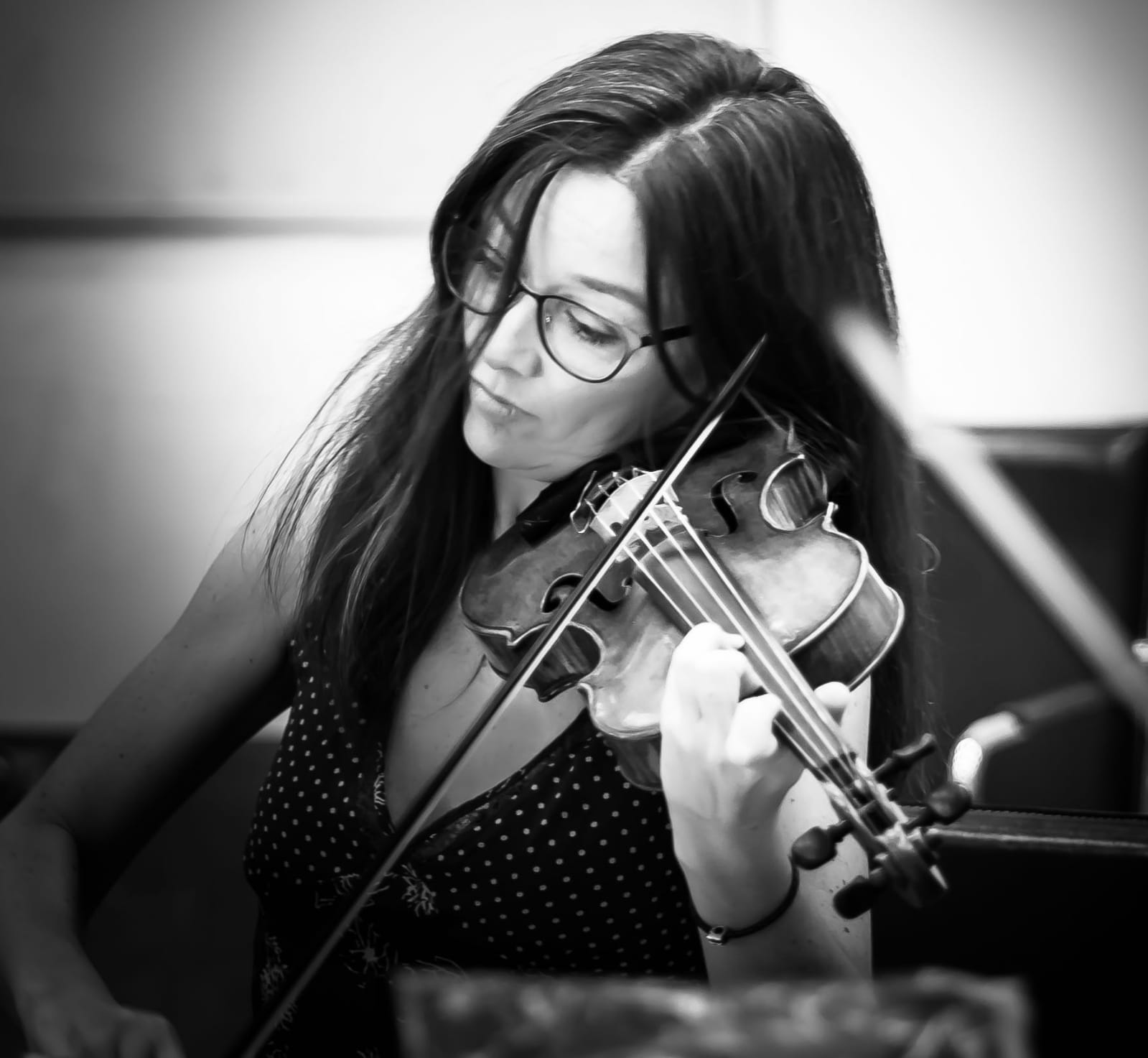
Lina Tur Bonet im Jahr 2023

Lina Tur Bonet (geboren in Cartagena) ist eine spanische Violinistin, die auf Ibiza aufgewachsen ist. Sie ist die Tochter des Musikers Antonio Tur Mari.

## Ausbildung
Tur Bonet erhielt früh ersten Musikunterricht bei ihrem Vater, später studierte sie an der Musikhochschule Freiburg und an der Musikuniversität Wien. Auf letzterer schloss sie ihr Studium mit dem akademischen Grad Magistra Artium (M.A.) ab. Titel ihrer Diplomarbeit war: "Rhetorik, Symbolik und die Bach Ciaccona”. 

## Berufliches
Sie ist nicht nur als Musikerin, sondern auch als akademische Lehrerin tätig, u. a. an der Universität Mainz und der Universität Augsburg. Weiters leitet sie das von ihr gegründete Ensemble Musica Alchemica.
Von 2005 bis 2016 hatte sie den Lehrstuhl für Violine am Konservatorium für Musik von Zaragoza inne und unterrichtet derzeit am Centro Superior de Enseñanza Musical Katarina Gurska (Konservatorium Katarina Gurska) in Madrid und der Escola Superior de Música de Catalunya in Barcelona. Im April 2022 wurde sie als Professorin für Barockvioline und Barockviola an das Institut für Alte Musik der Hochschule für Musik Franz Liszt Weimar berufen.
Als Musikerin verzeichnet sie zahlreiche internationale Auftritte sowie eine umfangreiche Diskografie.

## Diskografie
- Antonio Vivaldi, Premieres. Violin Concertos & Sonatas, Lina Tur Bonet, Musica Alchemica  (Pan classics, 2014)
- Heinrich Ignaz Franz Biber, Rosenkranzsonaten (Mystery Sonatas), Lina Tur Bonet, Musica Alchemica  (Pan classics, 2015)
- Arcangelo Corelli, Violinsonaten Op.V, Lina Tur Bonet, Musica Alchemica  (Pan classics, 2017)
- Élisabeth Jacquet de La Guerre: 6 Violinsonaten (Paris 1707), Lina Tur Bonet, Patxi Montero  (Pan classics, 2017 - first release on Verso, 2011)
- An Imaginary Meeting - Handel & Bach, Lina Tur Bonet, Dani Espasa  (Aparte)
- Antonio Vivaldi, Grosso Mogul, Violin Concertos & Sonatas, Lina Tur Bonet, Musica Alchemica  (Pan classics, 2018)
- Béla Bartok, Duos for violin, Lina Tur Bonet, Enrico Onofri (Pan classics, 2019)
- La Bellezza - Beauty of 17th Century Violin Music, Lina Tur Bonet, Musica Alchemica  (Pan classics, 2020)
- Ludwig van Beethoven, Sonata Lunatica, Aurelia Visovan, Lina Tur Bonet  (Passacaille)
- Heinrich Ignaz Franz Biber, Violinsonaten, Lina Tur Bonet, Musica Alchemica  (Glossa, 2022)
- Maurice Ravel, À Moune, Lina Tur Bonet, Marco Testori, Pierre Goy (Challenge Classics)
- Johann Sebastian Bach, Violinkonzerte, Lina Tur Bonet, Musica Alchemica  (Glossa, autumn 2023)